# Laminacauda boliviensis
Laminacauda boliviensis là một loài nhện trong họ Linyphiidae.
Loài này thuộc chi Laminacauda. Laminacauda boliviensis được Alfred Frank Millidge miêu tả năm 1985.